# Pseudodistoma obscurum
Pseudodistoma obscurum är en sjöpungsart som beskrevs av Pérès 1959. Pseudodistoma obscurum ingår i släktet Pseudodistoma och familjen Pseudodistomidae. Inga underarter finns listade i Catalogue of Life.